# Ganapati-upanishad

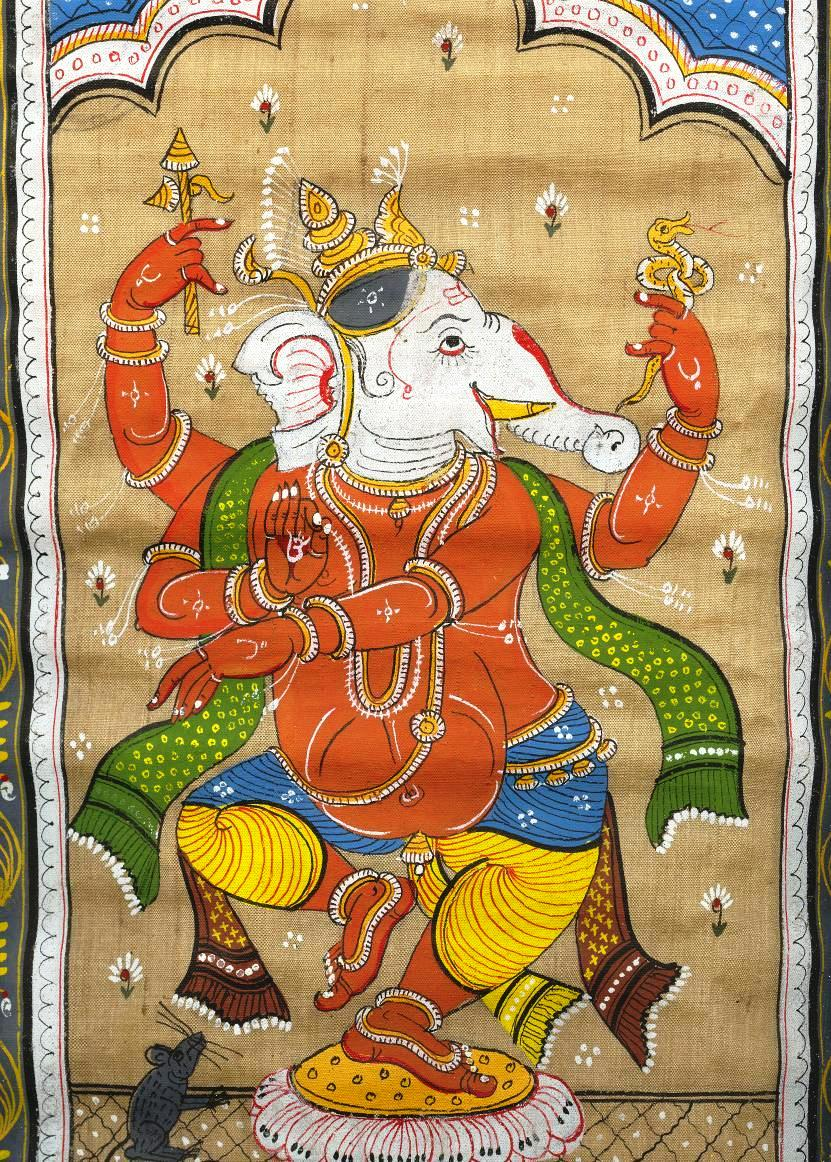
Imagen del dios Ganesh, que tiene cabeza de elefante.

El Ganapati-upanishad o Śrī-Gaṇapati-atharvaśīrṣa-upaniṣad (siglo XVII) es una escritura hinduista dedicada al dios Ganesha. Es un Upanishad tardío que celebra a Ganesha como la representación del Brahman final. Es el texto sánscrito superviviente más importante en la tradición ganapatyas del hinduismo, en el que se venera a Ganesha.
La escritura afirma su propia condición de Upanishad en su línea final, que dice: «Este es el Sri-Ganapati-atharva-sirsha-upanishad».
Según el traductor escocés Vans Kennedy (1784-1846), este corto texto forma parte del Atharva-sirsha-upanishad.

## Nombre sánscrito
- gaṇapatyupaniṣad, en el sistema AITS (alfabeto internacional para la transliteración del sánscrito).[4]
- गणपत्युपनिषद्, en escritura devanagari del sánscrito.[4]
- Pronunciación:
  - [ganápati upanishád] en sánscrito clásico[4] o bien
  - [ganapáti upánishad] en varios idiomas modernos de la India
- Etimología:
- ‘el Upanishad acerca de Ganapati’
- ‘el texto que se aprende a los pies de un maestro, que trata acerca del líder de las huestes [de Shiva]’
- gaṇa: ‘grupo’ o ‘hueste’ del dios Shiva[4]
- pati: ‘señor, soberano, esposo’[4]
- upa-niṣad: ‘debajo-sentado’[4]

El nombre completo de este Upanishad ―Gaṇapati-atharvaśīrṣa-upaniṣad― puede haber surgido a partir del nombre de otros dos textos:
- el Shiva-atharva-sirsha-upanishad y
- el Suria-atharva-sirsha-upanishad.

También se lo conoce como:
- Śrīgaṇapatyatharvaśīrṣopaniṣad
- Sri Ganapati-atharva-sirsha-upanishad
- Sri Ganapati atharva sirsha upanishad
- Sri Ganapati atharva sirsha
- Ganapati atharvashirsha
- Ganapati atharva sirsha
- Ganapati atharvasirsa
- Ganapati atharva sirsa
- Ganapati upanishad.

## Datación
Todo el texto está escrito en la entrada de la sala del templo en el santuario Astavinaiaka Ganesha, en Ranshagaon (un pueblo a 50 km de Pune). G. S. Ghurye (1893-1983) afirma que su construcción en el siglo XX corresponde al crecimiento de la adoración a Ganapati en Majarastra entre los brahmanes, especialmente en la ciudad de Pune, pero cree que el texto es algo más antiguo, quizá del siglo XVII o XVIII.
El Ganapati-upanishad no forma parte del canon Muktika de 108 Upanishads compilados a mediados del siglo XVII, pero en el siglo XIX el escritor hinduista indio Upanishad Brahmayogin lo menciona en su comentario acerca del canon Muktika.
Como cada uno de los Upanishads se escribió de manera que quedara asociado con alguno de los cuatro Vedas, entonces para que los textos del Ganapati-upanishad se asociaran con el Atharva-veda, contienen el pasaje:
- इत्यथर्वणवाक्यम्
- ityatharvaṇavākyam
- iti atharvana vakiam

que el escritor Chinmayananda traduce como ‘así Atharvana dijo’.

## Contenido
Dentro del contenido del texto se destaca la adoración y los efectos al realizar la meditación enfocándose en Ganesha:
"Meditando en el cuerpo de Ganesha, uno obtiene el conocimiento de todos los Vedas. Meditando en su cabeza, uno obtiene el conocimiento de todos los mantras. Meditando en sus oídos, uno obtiene el conocimiento de todas las Upanishads. Meditando en sus ojos, uno obtiene el conocimiento de todos los sistemas filosóficos."
"El que se aferra a Ganesha, el Señor de todos los seres, el Señor de la existencia y la no existencia, no tiene miedo de nada en este mundo ni en el otro. El que se aferra a Ganesha, el Señor de todos los mundos, el Señor de todos los dioses y el Señor de todos los seres vivos, no tiene miedo de nada en este mundo ni en el otro."

## Popularidad
Es el texto sánscrito más recitado entre los devotos de Ganesha en la región de Majarastra.

## Variantes del texto
Como es común en las obras devocionales de la India, en los manuscritos a menudo se encuentran variaciones en el texto, que pueden diferir entre sí de manera significativa. Muchos de los trabajos publicados acerca del Ganapati-upanishad utilizan varias versiones del texto, mostrando las diferencias en el contenido y la distinta numeración de las estrofas, por lo que es necesario revisar múltiples ediciones.
A principios del siglo XIX, Vans Kennedy publicó una traducción muy corregida y abreviada.
En 1969, J. R. Sartha publicó otra edición del Ganapati-atharva-sirsa-upanishad.
En 1984, Gudrun Bühnemann publicó una edición crítica con una traducción que examina las variantes del texto sánscrito.
Una «edición crítica» de una escritura hinduista es un tipo especial de edición académica, en la que los eruditos han revisado y reconciliado muchos manuscritos alternativos del mismo texto, para producir un texto de consenso.
En 1985, Courtright publicó una traducción al inglés basada en la edición de Sartha (de 1969).
En 1987, Swami Chinmayananda publicó una de las versiones del texto sánscrito con una traducción al inglés. En su versión del texto original él agrupó varios versos juntos para formar secciones que él llamó upamantras. Como resultado de esto, su numeración de las estrofas y de los versos difieren de los que figuran en otras variantes.
En 1995, John Grimes publicó un libro acerca de Ganapati, que incluye una versión del texto sánscrito, una traducción al inglés y un análisis estructural. Su versión no proporciona los números de línea.
El texto se puede encontrar en Internet en sitios web o en forma de archivos descargables, pero en estos casos no se puede determinar la fiabilidad ni la versificación de las variantes.

## Contenido
El texto tiene unas 400 palabras aproximadamente, lo que ocuparía apenas una página.

### Ganesha como la deidad suprema
En el marco de la religión ganapatia, Ganapati es considerado como el dios supremo, que contiene a todos los demás dioses y diosas dentro de sí mismo. El Ganapati-upanishad declara esto en sus pasajes de apertura, según la traducción de Courtright:

Homenaje al Señor Ganesh. Om. Reverencias a Ganapati. Tú eres de hecho el «eso eres tú» [tattwam-asi] visible. Tú realmente produces el universo. Tú realmente lo sostienes. Tú realmente eres el que lo destruye. Tú eres la realidad que todo lo penetra. Tú eres la manifestación del yo [ātman] eterno.
Homage to Lord Gaṇeśa. Oṃ. Reverence to Gaṇapati. You are indeed the visible "That Thou Art" [tattvamasi]. You indeed produce the universe. You indeed sustain it. You indeed destroy it. You indeed are the all pervading reality. You are the manifestation of the eternal self [ātman].

Chinmayananda tradujo otra versión de este mismo pasaje:

(¡Oh, Señor Ganapati!) Solo tú eres la manifestación visible de la esencia de las palabras «eso eres tú». Tú eres es el único hacedor. Tú solo eres el creador y el sustentador (del universo). Tú solo eres el destructor. En verdad solo tú eres todo esto (idam sarvam) en la creación, porque tú eres el Brahman. Usted eres el atman eterno en forma corporal.
(O Lord Ganapati!) You alone are the visible manifestation of the Essence of the words "That thou art". You alone are the Doer. You alone are the Creator and the Sustainer (of the universe). You alone are the Destroyer. Verily You alone are all this―idam sarvam―in the creation, because You are Brahman. You are the Eternal Atman in bodily form.

### Identificación con otros dioses y con el mantra om
A Ganesha se lo identifica con todos los demás dioses y con el sonido om. Esto se explica de la siguiente manera en la traducción de Courtright:

Tú eres Brahmá, Visnú y Rudra [Shiva]. Tú eres Agni, Vaiu y Suria. Tú eres Chandrama. Tú eres la Tierra, el espacio y el Cielo. Tú eres la manifestación del mantra «om».
You are Brahmā, Viṣṇu, and Rudra [Śiva]. You are Agni, Vāyu, and Sūrya. You are Chandrama. You are earth, space, and heaven. You are the manifestation of the mantra "Oṃ".

Chinmayananda tradujo otra versión de este mismo pasaje:

(Oh, Señor Ganapati!) Tú eres (la Trinidad:) Brahmá, Visnú y Majesh. Tú eres Indra. Tú eres el fuego y el aire. Tú eres el Sol y la Luna. Tú eres el Brahman. Tú eres (los tres mundos:) Bhuloka, Antarikshaloka y Suargaloka. Tú eres Om. (Es decir, tú eres todo esto).
(O Lord Ganapati!) You are (the Trinity) Brahma, Viṣnu, and Maheśa. You are Indra. You are fire and air. You are the sun and the moon. You are Brahman. You are (the three worlds) Bhuloka, Antariksha-loka, and Swargaloka. You are Om. (that is to say, You are all this).

### Ganapati reside en el muladhara chakra

Símbolo en letra devanagari del chakra muladhara.

Una línea asocia a Ganapati con el chakra muladhara. Esta influencia tántrica se considera otra evidencia de que el trabajo tiene un origen tardío.
Courtright tradujo ese pasaje de la siguiente manera:

Tú moras continuamente en el plexo sacro en la base de la columna vertebral [muladhara-chakra].
You continually dwell in the sacral plexus at the base of the spine [mūlādhāra chakra].

Chinmayananda lo tradujo así:

Tú tienes una morada permanente (en cada ser vivo) en el lugar llamado «muladhara».
You have a permanent abode (in every being) at the place called “muladhara”.

### Biya mantra de Ganapati
Este Upanishad ofrece una descripción del biya mantra de Ganesha: gaṃ (en letra devanagari: गं [gañ]). Cuando este mantra se escribe utilizando métodos simplificados de transliteración que no incluyen signos diacríticos para representar el sonido nasal, se escribe «gam».
Este biya mantra también aparece en el Ganesha-purana, que se considera muy anterior al Ganapati-upanishad.
Courtright traduce el pasaje de la siguiente manera:

Después de haber pronunciado la primera sílaba de la palabra gaṇa, «ga», entonces yo pronuncio el sonido nasal «ṇa» que sigue, que aparece bellamente como una luna creciente. Esta es tu forma. «Ga» forma la sílaba inicial, la «a» forma la sílaba media y la «ṇa» forma la sílaba final. Pronunciar ese sonido [es decir, «gam»] es pronunciar todos los sonidos juntos.
Having uttered the first letter of the word gaṇa, ga, then I utter the nasal sound ṇa which follows and appears beautifully like the crescent moon. This is your form. The ga forms the initial letter, the a forms the middle letter and the ṇa forms the final letter. To utter this sound [i.e., gaṃ] is to utter all sounds together.

Chinmayananda tradujo una variación de este pasaje, utilizando la letra devanagari para hacer la descripción más clara para aquellos que están familiarizados con ese tipo de letra:

Uno debe primero pronunciar la primera sílaba "ga" en la palabra gaṇa seguida por la «a», la primera letra del alfabeto. Después debe añadirle la letra anuswara (una «m» nasal indicada por un punto por encima de la línea). Después se lo adorna con una media luna (también un sonido nasal). A ello se le antepone un «om». Y esto representa (¡Oh, Señor Ganapati!) tu forma terrestre dotada de gunas.
One should first utter the first syllable "ग" in the word "गण" followed by "अ" the first of the alphabets. Add an अनुस्वार (a nasal म् indicated by a dot above the line). Then adorn it by a crescent (also a nasal). Prefix ॐ to it. And this represents (O Lord Ganapati!) your terrestrial form endowed with gunas.